# Eugenia theodorae
Eugenia theodorae är en myrtenväxtart som beskrevs av Hjalmar Frederik Christian Kiaerskov. Eugenia theodorae ingår i släktet Eugenia och familjen myrtenväxter. Inga underarter finns listade i Catalogue of Life.